# Рицимер
Рицимер, (непознат датум рођења и родитељи), (умро 18. августа 472. године) био је западноримски војсковођа варварског порекла који је од 456. све до своје смрти 472. имао пресудну улогу у избору и постављању царева Западног римског царства након што је победио Авита.
Западно царство је обухватало само италијанско полуострво и делове јужне Галије, само мали део територије коју је држао царски Рим у претходним вековима, због чега Рицимер одлучује да подигне војску и морнарицу састављену од германских плаћеника и започиње походе против варварских племена која су била у сукобу са царством.
Прву важну победу остварује 456. године када је победио Вандале у бици код Агриђента на Сицилији. Рицимер је због сукоба са Антемијем 472. године кренуо на Рим, који је држао под опсадом више месеци, након чега је ушао у град и ухапсио Антемија.
19. августа исте године, 472., шест недеља након свргавања Антемија са власти Рицимер умире природном смрћу, а његову титулу патриција и положај врховног команданта преузима његов нећак Гундобад.